# Jeziora Wielkie (gmina)
Jeziora Wielkie est une gmina rurale du powiat de Mogilno, Couïavie-Poméranie, dans le centre-nord de la Pologne. Son siège est le village de Jeziora Wielkie, qui se situe environ 26 km au sud-est de Mogilno, 61 km au sud-ouest de Toruń, et 68 km au sud de Bydgoszcz.
La gmina couvre une superficie de 123,96 km2 pour une population de 5 034 habitants.

## Géographie
La gmina est bordée par les gminy de Kruszyna, Ładzice, Miedźno, Mykanów, Pajęczno, Popów et Strzelce Wielkie.